# Maurus van Parentium

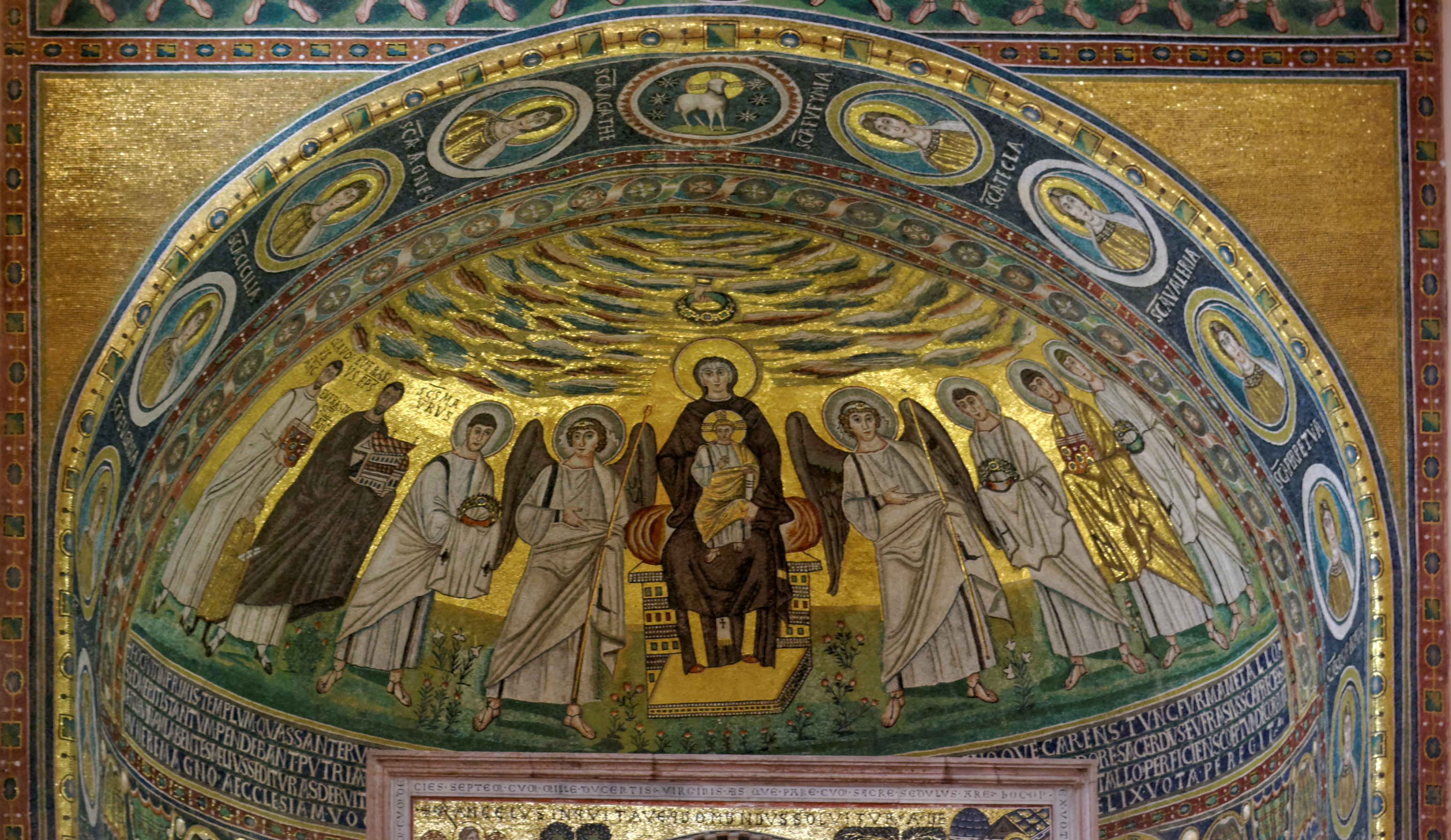
Sint-Maurus derde van links met martelaarskroon

Sint-Maurus van Parentium is de patroonheilige van de Kroatische stad Poreč ((la)  Parentium). De Katholieke Kerk bestond in Istrië al tijdens de vroege christelijke martelaars. 
Sint-Maurus was de eerste bisschop van Poreč en de Istrische bisdom die als martelaar stierf aan het eind van de derde eeuw. De Eufrasiusbasiliek werd in Poreč in de vijfde eeuw gebouwd waar zijn relikwieën in een kapel worden bewaard. Hij staat afgebeeld in een mozaïek van de basiliek met een martelaarskroon in de hand.